# Zones humides de Corse
Pour les articles homonymes, voir Zone humide (homonymie).
Sous le terme générique « zones humides » sont regroupés une grande variété de systèmes aquatiques : étang, marais, lagune, vasière, mare temporaire, saline, lac, tourbière, etc.

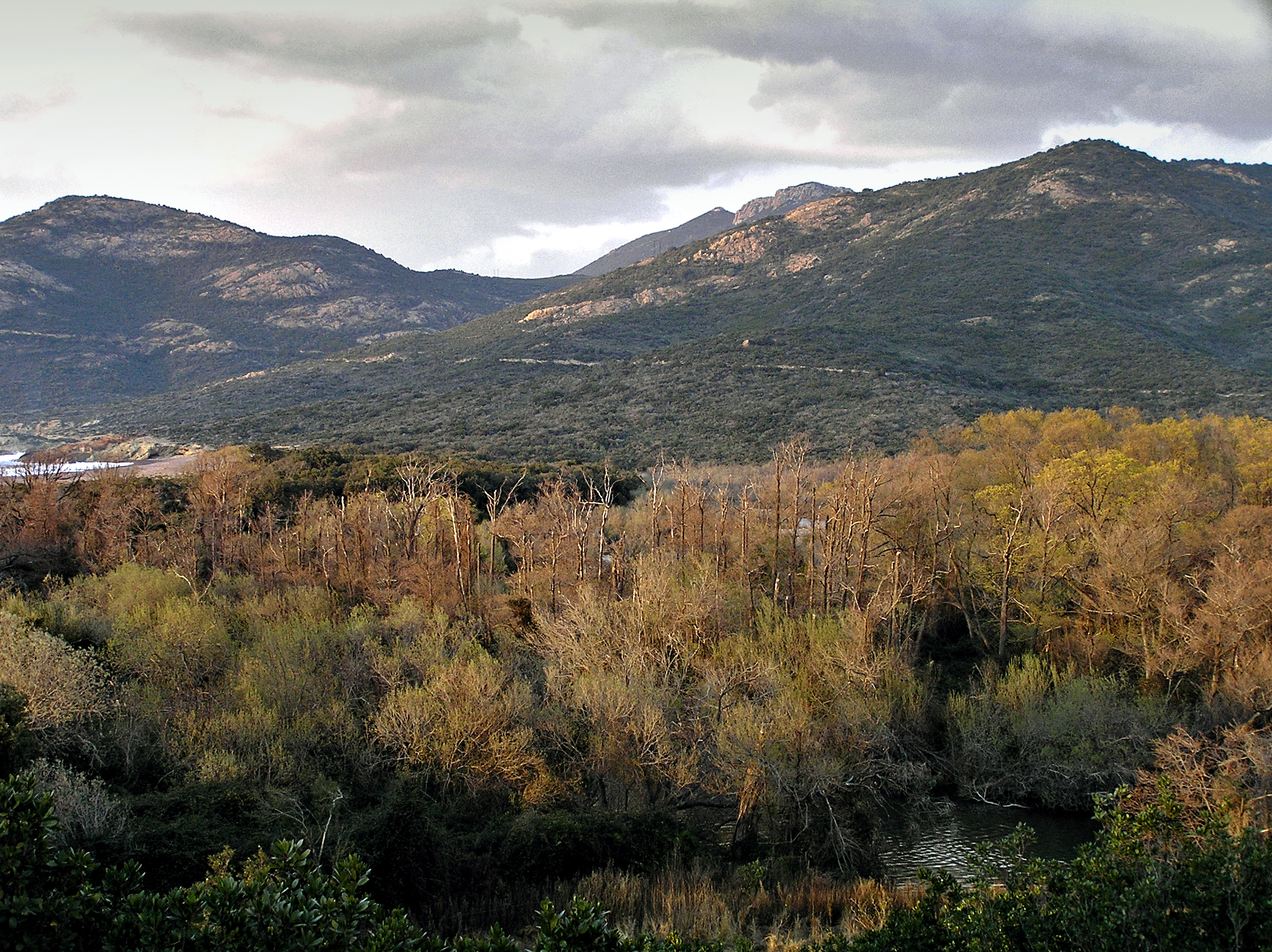
Zone humide du delta du Fango.

## Définition
C'est en 1971 qu'a été donnée la première définition d'une zone humide par la convention de Ramsar.
La loi sur l'eau de 1992 précise qu'il s'agit de « terrains exploités ou non, habituellement inondés ou gorgés d'eau douce, salée ou saumâtre de façon permanente ou temporaire ; la végétation quand elle existe, est dominée par des plantes hygrophiles ».
L'article L 211.1 du code de l’Environnement du 21 septembre 2000 précise : « les dispositions de la présente loi ont pour objet une gestion équilibrée de la ressource en eau. Cette gestion équilibrée vise à assurer :
• la préservation des écosystèmes aquatiques, des sites et des zones humides ; on entend par zone humide les terrains, exploités ou non, habituellement inondés ou gorgés d’eau douce, salée ou saumâtre de façon permanente ou temporaire ; la végétation, quand elle existe, y est dominée par des plantes hygrophiles pendant au moins une partie de l’année ... ».
En 2005, la loi sur le développement des territoires ruraux renforce cette approche. Une zone humide doit répondre aux trois critères suivants : sols hydromorphes, inondabilité et présence d'une végétation hygrophile.
De nos jours, l'article L 211.1.1 du code de l’Environnement stipule que la préservation et la gestion des zones humides sont d'intérêt général.

## Les zones humides de Corse
D'origines naturelles ou résultat de transformations de milieux par l'Homme, beaucoup de ces zones humides sont classées, protégées, du fait qu'elles sont des réservoirs de biodiversité abritant des espèces végétales remarquables et menacées, ainsi que des espèces d'oiseaux et de poissons qui s'y reproduisent et s'y développent. En Corse, cinq d'entre elles sont reconnues comme d'importance internationale par la convention de Ramsar : les étangs de Biguglia, d'Urbino et de Palo, les mares temporaires des Tre Padule de Suartone, ainsi que la tourbière de Moltifao, connue pour être la plus méridionale d'Europe.
Sont concernés : les lacs, les pozzines, les tourbières, les mares temporaires, les salines, les plans d'eau littoraux et les embouchures.
Les tableaux ci-dessous dressent une liste non exhaustive des zones humides de l'île.

### Les lacs

#### Lacs naturels

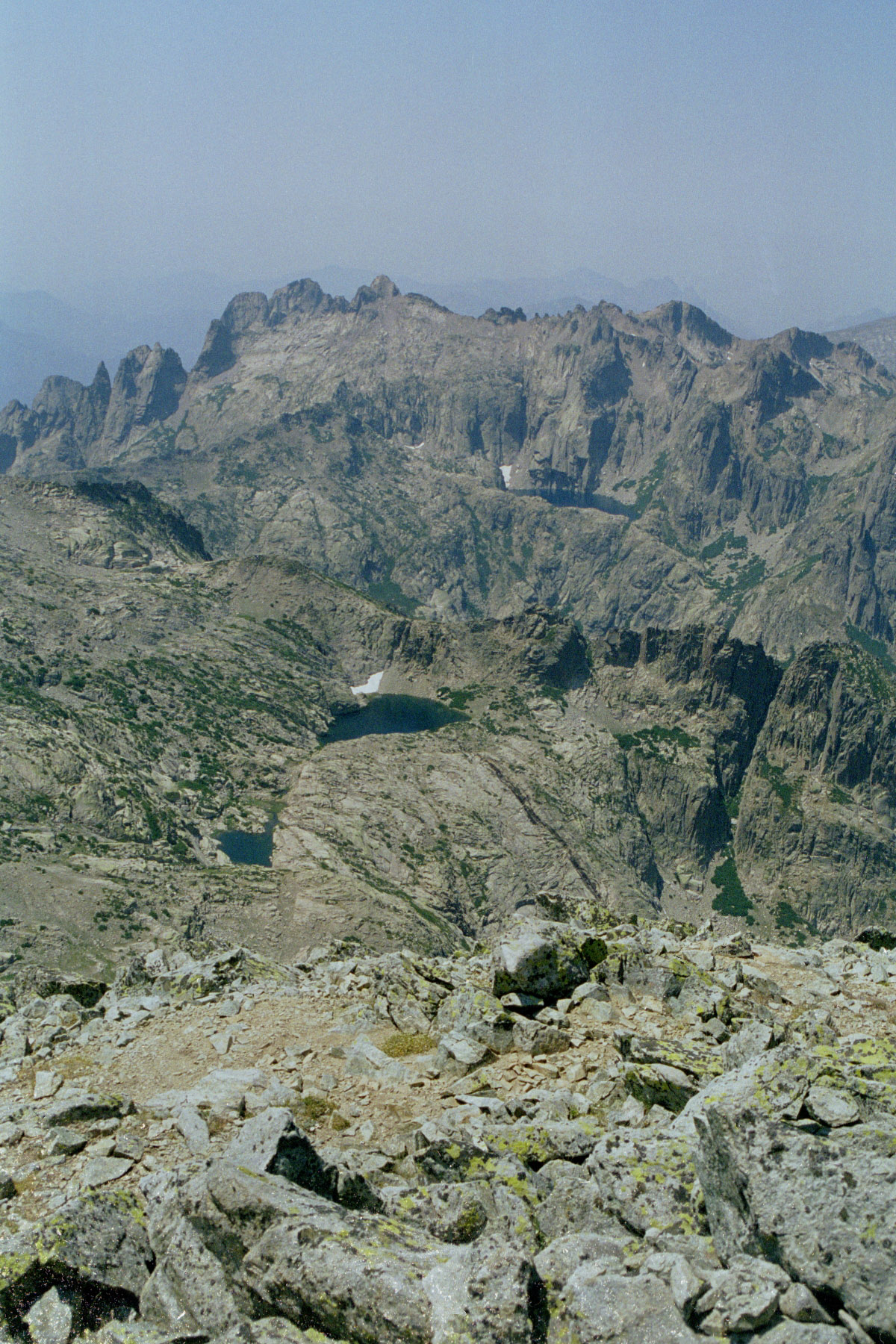
Lacs de Rinoso

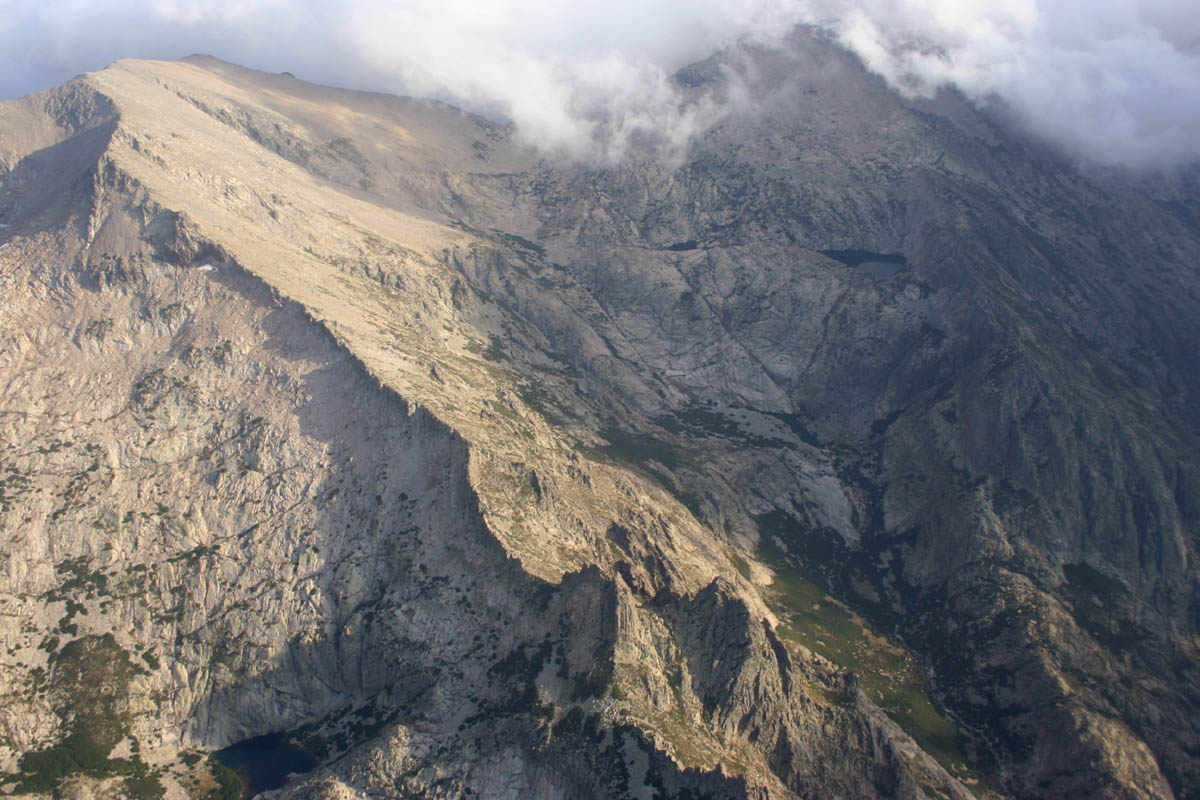
Lacs de Rinoso et de Cavacciole

D'une valeur patrimoniale remarquable, tant du point de vue paysager qu'écologique, ces lacs d'origine glaciaire sont datés de -14 000 ans. Ils sont dans l'ensemble situés en haute montagne, le plus haut se trouvant à 2 442 m d'altitude.
| Nom                     | Localisation             | Communes            | Piève     | P.N.R.C. | ZNIEFF          | Observations                    |
| ----------------------- | ------------------------ | ------------------- | --------- | -------- | --------------- | ------------------------------- |
| Lac d'Altore            | Massif du Monte Cinto    | Asco                | Caccia    | X        |                 | 2 050 m                         |
| Lac d'Argento           | Massif du Monte Cinto    | Asco                | Caccia    | X        |                 | 2 300 m                         |
| Lac du Ceppu            | Massif du Monte Cinto    | Calenzana           | Olmia     | X        |                 | 1 793 m                         |
| Lac du Cinto            | Massif du Monte Cinto    | Lozzi               | Niolo     | X        |                 | 2 289 m                         |
| Lac de Ghiarghe Rosse   | Massif du Monte Cinto    | Corscia             | Niolo     | X        |                 | 2 175 m                         |
| Lac de Lancone Sottano  | Massif du Monte Cinto    | Corscia             | Niolo     | X        |                 | 2 155 m                         |
| Lac Maggiore            | Massif du Monte Cinto    | Corscia             | Niolo     | X        |                 | 2 267 m                         |
| Lac de la Muvrella      | Massif du Monte Cinto    | Calenzana           | Olmia     | X        |                 | 1 868 m                         |
| Lac d'Occhi Neri        | Massif du Monte Cinto    | Corscia             | Niolo     | X        |                 | 2 165 m                         |
| Lac de la Paglia Orba   | Massif du Monte Cinto    | Albertacce          | Niolo     | X        |                 | 1 515 m                         |
| Mare d'Acqua Ciarnente  | Massif du Monte Rotondo  | Soccia              | Sorroinsù | X        |                 | 1 568 m                         |
| Lac de Bettaniella      | Massif du Monte Rotondo  | Venaco              | Venaco    | X        |                 | 2 321 m                         |
| Lac de Capitello        | Massif du Monte Rotondo  | Corte               | Talcini   | X        |                 | 1 930 m                         |
| Lac de Cavacciole       | Massif du Monte Rotondo  | Corte               | Talcini   | X        |                 | 2 015 m                         |
| Lac de Creno            | Massif du Monte Rotondo  | Orto                | Sorroinsù | X        |                 | 1 310 m                         |
| Lac de Galiera          | Massif du Monte Rotondo  | Corte               | Talcini   | X        |                 | 2 442 m                         |
| Étang de Gialicatapiano | Massif du Monte Rotondo  | Vivario             | Venaco    | X        |                 | 1 523 m                         |
| Lac de Goria            | Massif du Monte Rotondo  | Corte               | Niolo     | X        |                 | 1 852 m                         |
| Lac de Lavigliolu       | Massif du Monte Rotondo  | Albertacce          | Niolo     | X        |                 | 1 834 m                         |
| Lac de Melo             | Massif du Monte Rotondo  | Corte               | Talcini   | X        |                 | 1 710 m, source de la Restonica |
| Lac de Nino             | Massif du Monte Rotondo  | Casamaccioli, Corte | Niolo     | X        | ZNIEFF940004180 | 1 743 m, source du Tavignano    |
| Lac de l'Oriente        | Massif du Monte Rotondo  | Corte               | Talcini   | X        |                 | 2 061 m                         |
| Grand lac d'Oro         | Massif du Monte Rotondo  | Vivario             | Vivario   | X        |                 | 1 970 m                         |
| Petit lac d'Oro         | Massif du Monte Rotondo  | Vivario             | Vivario   | X        |                 | 1 563 m                         |
| Lac de Pozzolo          | Massif du Monte Rotondo  | Corte               | Talcini   | X        |                 | 2 348 m                         |
| Lac de Rinella Soprano  | Massif du Monte Rotondo  | Orto                | Sorroinsù | X        |                 | 2 135 m                         |
| Lac de Rinella Sottano  | Massif du Monte Rotondo  | Orto                | Sorroinsù | X        |                 | 1 940 m                         |
| Grand lac de Rinoso     | Massif du Monte Rotondo  | Corte               | Talcini   | X        |                 | 2 065 m                         |
| Petit lac de Rinoso     | Massif du Monte Rotondo  | Corte               | Talcini   | X        |                 | 2 082 m                         |
| Lac de Scapuccioli      | Massif du Monte Rotondo  | Corte               | Talcini   | X        |                 | 2 338 m                         |
| Lac de Soglia           | Massif du Monte Rotondo  | Corte               | Talcini   | X        |                 | 1 870 m                         |
| Lac de San Ciprianu     | Massif du Monte Rotondo  | Corte               | Niolo     | X        |                 | 1 880 m                         |
| Lac de Sorbi            | Massif du Monte Rotondo  | Corte               | Niolo     | X        |                 | 2 060 m                         |
| Lac d'Alzeta            | Massif du Monte Renoso   | Ghisoni             | Castello  | X        |                 | 1 690 m                         |
| Lac de Bastani          | Massif du Monte Renoso   | Ghisoni             | Castello  | X        | ZNIEFF940004171 | 2 092 m                         |
| Lac de Bracca           | Massif du Monte Renoso   | Bastelica           | Cauro     | X        | ZNIEFF940004171 | 2 085 m, source du Prunelli     |
| Lac de Nielluccio       | Massif du Monte Renoso   | Ghisoni             | Castello  | X        | ZNIEFF940004171 | 1 919 m                         |
| Lac de Rina Soprano     | Massif du Monte Renoso   | Ghisoni             | Castello  | X        | ZNIEFF940004171 | 1 882 m                         |
| Lac de Rina Sottano     | Massif du Monte Renoso   | Ghisoni             | Castello  | X        | ZNIEFF940004171 | 1 806 m                         |
| Lac de Vitalaca         | Massif du Monte Renoso   | Bastelica           | Cauro     | X        | ZNIEFF940004171 | 1 777 m                         |
| Lac du Monte Tignoso    | Massif du Monte Incudine | Figari              | Freto     |          |                 | 1 235 m                         |

#### Lacs artificiels
| Nom                        | Communes                                        | Piève                      | P.N.R.C. | Observations |
| -------------------------- | ----------------------------------------------- | -------------------------- | -------- | ------------ |
| Lac de l'Alesani           | Chiatra, Pietra-di-Verde, Sant'Andréa-di-Cotone | Campoloro, Verde           |          | 147 m        |
| Lac d'Alzitone             | Aghione                                         | Aléria                     |          | 62 m         |
| Lac de l'Argentella        | Galéria                                         | Filosorma                  | X        | 45 m         |
| Lac de Calacuccia          | Albertacce, Calacuccia, Casamaccioli            | Niolo                      | X        | 793 m        |
| Lac de Calca Tavulaghjiu   | Galéria                                         | Filosorma                  | X        | 50 m         |
| Lac de Codole              | Feliceto, Santa-Reparata-di-Balagna, Speloncato | Aregno, Sant'Andréa, Tuani |          | 108 m        |
| Lac de l'Ortolo            | Foce, Levie, Sartène                            | Carbini, Sartène           | X        | 180 m        |
| Lac de l'Ospedale          | Porto-Vecchio                                   | Porto-Vecchio              | X        | 945 m        |
| Lac de Padula              | Oletta, Olmeta-di-Tuda                          | Oletta, Rosolo             |          | 60 m         |
| Lac de Peri                | Canale-di-Verde                                 | Verde                      |          | 76 m         |
| Lac de Sampolo             | Ghisoni, Lugo-di-Nazza                          | Castello                   | X        | 365 m        |
| Lac de Talza               | Figari                                          | Freto                      |          | 42 m         |
| Lac de Teppe Rosse         | Aghione, Aléria                                 | Aléria                     |          | 32 m         |
| Lac de Tolla               | Tolla                                           | Cauro                      |          | 552 m        |
| Lac de Zoza (du Rizzanese) | Levie, Sorbollano                               | Carbini, Scopamène         | X        | 550 m        |

### Les pozzines
Les pozzines (pozzi en corse), sont des pelouses sur sol tourbeux qui entourent certains lacs montagneux de l'île. « Pozzine » provient de la contraction des mots pozzi (puits) et de « alpine ». 
| Nom              | Localisation                              | Communes            | P.N.R.C. | ZNIEFF          | Observations                                      |
| ---------------- | ----------------------------------------- | ------------------- | -------- | --------------- | ------------------------------------------------- |
| Nino             | Massif du Rotondo                         | Casamaccioli, Corte | X        | ZNIEFF940004180 | 1 743 m, Tavignano                                |
| Marmano          | Massif du Renoso                          | Bastelica           | X        | ZNIEFF940004171 | 1 783 m                                           |
| Serra Longa      | Plateau du Coscione, massif de l'Incudine | Serra-di-Scopamène  | X        | ZNIEFF940004222 | 1 570 m                                           |
| Pianu d'Ornucciu | Plateau du Coscione, massif de l'Incudine | Quenza              | X        | ZNIEFF940004222 | 1 578 m, ruisseau de Pianella au Pianu d'Ornucciu |
| Pianu d'Ovace    | Massif de la Cagna                        | Figari, Levie       | X        |                 | 1 240 m, plaine d'Ovace                           |

### Les tourbières
Il existe en Corse un complexe de deux tourbières : Baglietto (Bagliettu) et Valdo (Valdu) situées sur la commune de Moltifao. Les conditions écologiques particulières ont permis la dégradation incomplète de la matière végétale, donnant ainsi la tourbe.
| Nom      | Localisation  | Communes | P.N.R.C. | ZNIEFF          | Observations                                                               |
| -------- | ------------- | -------- | -------- | --------------- | -------------------------------------------------------------------------- |
| Moltifao | Vallée d'Asco | Moltifao | X        | ZNIEFF940004186 | tourbières de Valdo et de Baglietto en forêt de Moltifao. Site Natura 2000 |

### Les mares temporaires
Caractéristiques du climat méditerranéen de l'île, ces mares temporaires alternent une phase inondée en hiver-printemps et une période asséchée en automne. Elles sont ainsi les plus vulnérables des zones humides méditerranéennes.
En Corse, elles sont localisées : 
- en Haute-Corse, à l'extrémité du Cap Corse et aux Agriates
- en Corse-du-Sud, dans l'extrême sud de l'île

| Nom                    | Localisation | Communes                                   | Conservatoire du littoral | ZNIEFF                        | Observations |
| ---------------------- | ------------ | ------------------------------------------ | ------------------------- | ----------------------------- | --- |
| Capandola              | Cap Corse    | Rogliano                                   | Pointe du Cap Corse       |                               | au nord de la commune |
| Barcaggio              | Cap Corse    | Rogliano                                   | Pointe du Cap Corse       | Marais et plage de Macinaggio | au nord-ouest de la commune |
| Mura dell'Unda         | Freto        | Lecci                                      |                           | ZNIEFF940030577               | Site de première importance patrimoniale. Arrêté Préfectoral de Biotope Mare temporaire de Mura dell'Unda |
| Piobba et Antoniccio   | Freto        | Lecci                                      |                           | ZNIEFF940031080               | à moins de 500 m de la mer (Golfo Di Sogno). |
| Alzu di Gallina        | Freto        | Porto-Vecchio                              |                           | ZNIEFF940031077               | au N-O de Porto-Vecchio |
| Padulellu              | Freto        | Porto-Vecchio                              |                           | ZNIEFF940030014               | Site de première importance patrimoniale. Totalement endoréique. Elle se remplit d'eau à la suite des pluies et s'assèche par évaporation.                                                                         |
| Padule Maggiore        | Freto        | Bonifacio                                  |                           |                               | Réserve naturelle des Tre Padule de Suartone (FR3600151). Tre Padule (Tre Padule Est (0,40 ha), Centre (0,38 ha) et Ouest (0,27 ha) et la dernière, qui est la plus grande (2,67 ha), est appelée Padule Maggiore. |
| Tre Padule             | Freto        | Bonifacio                                  | Sarpente                  | ZNIEFF940004111               | Réserve naturelle des Tre Padule de Suartone (FR3600151) au N-E de Bonifacio. Site Ramsar |
| Bella Catarina         | Freto        | Bonifacio                                  |                           |                               | Mare des poljés de Bonifacio, au SE de la ville |
| Frassali (i Frasselli) | Freto        | Bonifacio                                  |                           | ZNIEFF940030829               | ruisseau d'Enna Longa au nord de la commune, au NO du champ de tir de Frasselli |
| Arbitru                | Freto        | Pianottoli-Caldarello                      | Arbitru                   |                               | embouchure du ruisseau de Lanciatu |
| Padulaccia             | Rocca        | Belvédère-Campomoro                        | Campumoru-Senetosa        |                               | situées au sud de la commune, près des bergeries de Padulaccia |
| Cannucciole            | Nebbio       | Santo-Pietro-di-Tenda, San-Gavino-di-Tenda | Agriate                   |                               | 3 mares d’E Cannucciole proches de Casta dans les Agriates |

### Les salines
Les salines de Porto-Vecchio occupent le fond du golfe éponyme qui étaient jadis une zone de marécages et d'étangs. Le développement de marais salants y a été favorisé par les effets d'évaporation amplifiés par le vent et un fort ensoleillement.
| Nom           | Localisation | Communes      | Conservatoire du littoral | ZNIEFF          | Observations           |
| ------------- | ------------ | ------------- | ------------------------- | --------------- | ---------------------- |
| Porto-Vecchio | Freto        | Porto-Vecchio |                           | ZNIEFF940004098 | au sud-est de la ville |

### Les plans d'eau littoraux
Ce sont des étangs diversifiés que l'on trouve sur tout le pourtour de l'île. Il s'agit d'étangs lagunaires peu profonds, de grands étangs tectoniques relativement profonds, d'étangs formés aux embouchures de fiumi (fleuves côtiers, rivières et ruisseaux) qui sont périodiquement fermés, d'étangs situés dans un complexe de marécages, d'étangs de plaine côtière et d'étangs insérés dans des collines de maquis.
| Nom                                          | Localisation        | Communes                           | Conservatoire du littoral    | ZNIEFF          | Observations |
| -------------------------------------------- | ------------------- | ---------------------------------- | ---------------------------- | --------------- | --- |
| Marais de Pietracorbara                      | Cap Corse           | Pietracorbara                      |                              | ZNIEFF940031076 | de part et d'autre de la route D80 |
| Étang de Biguglia                            | Plaine de la Marana | Furiani, Biguglia, Borgo, Lucciana | Rives de l'étang de Biguglia | ZNIEFF940004079 | 1 450 ha. Site Ramsar (1 794 ha), Réserve naturelle de Corse (1 817 ha). |
| Foce de Tanghiccia                           | Plaine orientale    | Venzolasca                         |                              |                 | à l'ouest du « Camp du Cap Sud » en Casinca |
| Étang de Talasani                            | Plaine orientale    | Talasani                           |                              |                 | entre les embouchures du fiume d'Olmo et du ruisseau de Figaretto, en Costa Verde                                                                                                   |
| Étang de Stagnolo                            | Plaine orientale    | Linguizzetta                       |                              | ZNIEFF940004082 | au nord de l'embouchure de la Bravona |
| Marais de Giustignana                        | Plaine orientale    | Linguizzetta                       |                              | ZNIEFF940004081 | au sud du camp naturiste de Corsicana Village |
| Étang de Terrenzana                          | Plaine orientale    | Linguizzetta, Tallone              |                              | ZNIEFF940004085 | au nord de l'embouchure de la Bravona |
| Marais de Pompugliani                        | Plaine orientale    | Tallone                            |                              |                 | au N-O de l'étang de Diana, delta du ruisseau d'Arena |
| Étang de Diana                               | Plaine orientale    | Tallone, Aléria                    | Terrenzana                   | ZNIEFF940004086 | alimenté principalement par trois petits ruisseaux : l'Arèna, le Pietroni et le Ronsignese                                                                                          |
| Marais del Sale                              | Plaine orientale    | Aléria                             | Del Sale                     | ZNIEFF940004087 | grand marais drainé au sud de l'embouchure du Tavignano, entre le Tagnone et la mer, entre l'étang de Diana au nord et l'étang d'Urbino au sud.                                     |
| Marais de Silione                            | Plaine orientale    | Aléria                             |                              | ZNIEFF940004087 | (ou Étang de Ziglione), au sud du pénitencier de Casabianda |
| Pozzi Piatti                                 | Plaine orientale    | Aléria, Ghisonaccia                |                              | ZNIEFF940004088 | ces petits pozzi au nord de l'étang d'Urbino appartiennent à la commune d'Aléria |
| Lagune d'Urbino                              | Plaine orientale    | Ghisonaccia                        | Étang d'Urbino               | ZNIEFF940004088 | 794 ha. Arrêté préfectoral de Biotope « Cordon dunaire d'Urbino », Site Ramsar (806 ha).                                                                                            |
| Lagune de Palo                               | Plaine orientale    | Serra-di-Fiumorbo, Ventiseri       | Palu - Gradugine             | ZNIEFF940004091 | Site Ramsar (219 ha). L'étang est encadré au nord par la plus vaste sansouire de Corse (40 ha). Dans le P.N.R.C. pour sa partie Prunelli-di-Fiumorbo                                |
| Marais de Leccia                             | Plaine orientale    | Solaro                             | Travu                        | ZNIEFF940013177 | au nord de la marine de Solaro, à l'embouchure du ruisseau de Brancarone. Arrêté Préfectoral de Biotope Cordon dunaire de Solaro et marais de Leccia                                |
| Marais de Peri                               | Plaine orientale    | Solaro                             |                              | ZNIEFF940013178 | au sud de la marine de Solaro, entre la RT 10 (ex-RN 198) et la mer. Il marque l'extrémité sud de la longue côte sableuse qui s'étend au nord jusqu'à Bastia.                       |
| Étang de Lovo Santo                          | Freto               | Zonza                              | Fautea                       | ZNIEFF940004093 | l'étang se situe au sud de la Punta di Fautea, entre RT 10 (ex-RN 198) et la plage de l'Ovu Santu                                                                                   |
| Étang de Padula Torto                        | Freto               | Zonza                              | Pinarellu                    | ZNIEFF940004094 | l'étang se situe au sud de l'étang de Padulata |
| Étang d'Arasu                                | Freto               | Zonza                              | Arasu                        | ZNIEFF940004095 | au nord de la baie de San Ciprianu. Site Natura 2000 |
| Étang de San Ciprianu                        | Freto               | Lecci                              |                              | ZNIEFF940004096 | situé au fond de la baie de San Ciprianu, à l'est du delta de l'Osu (ou Oso). L'étang est bordé de villas. Site Natura 2000                                                         |
| Étang de Stagnolu                            | Freto               | Lecci                              |                              | ZNIEFF940004096 | situé à l'ouest du delta de l'Osu. Site Natura 2000 |
| Étang de Punta di Benedettu                  | Freto               | Lecci                              |                              | ZNIEFF940004096 | situé dans le delta de l'Oso, au sud, entre l'étang de Stagnolu à l'ouest et l'étang de San Ciprianu à l'est                                                                        |
| Étang de Laguniellu                          | Freto               | Porto-Vecchio                      |                              |                 | zone humide au nord de la ville, à l'embouchure du ruisseau de Laguniellu |
| Étang de Georges Ville                       | Freto               | Porto-Vecchio                      |                              | ZNIEFF940030841 | Il fait partie d'un complexe d’étangs et zones humides arrière-littorales au cœur de la ville                                                                                       |
| Étang de Sainte-Barbe                        | Freto               | Porto-Vecchio                      |                              | ZNIEFF940030841 | zone humide au cœur de la ville, complexe d’étangs et zones humides arrière-littorales.                                                                                             |
| Étang de Porto Novo                          | Freto               | Porto-Vecchio                      |                              | ZNIEFF940004108 | site composé des étangs Porto-Novo et Carpiccia, au fond du golfe de Porto Novo au sud de la commune                                                                                |
| Étang d'Arje Vecchie (Stagni d'Arje Vecchie) | Freto               | Porto-Vecchio                      |                              | ZNIEFF940004108 | en arrière de la marina d'Arje à l'ouest de la Punta di a Chiappa |
| Étang de Palombaggia                         | Freto               | Porto-Vecchio                      | Palumbaggia                  | ZNIEFF940004102 | l'étang se situe en arrière et au nord de la plage de Palombaggia |
| Étang de Santa Giulia                        | Freto               | Porto-Vecchio                      | Santa Giulia                 | ZNIEFF940004106 | Alimenté par les ruisseaux de Lezza, d'Alzellu et de Vignarellu, il est séparé du golfe de Santa Giulia par un lido.                                                                |
| Étang de Prisarella Rondinara                | Freto               | Bonifacio                          | Rundinara                    | ZNIEFF940030911 | l'étang se situe en arrière et au nord de la plage de Rondinara |
| Étang de Purgatorio                          | Freto               | Bonifacio                          |                              |                 | l'étang se situe au fond de Cala Longa, à l'embouchure du ruisseau de Purgatorio |
| Étang de Balistra                            | Freto               | Bonifacio                          |                              | ZNIEFF940004110 | à l'embouchure du ruisseau de Francolu, en arrière de la plage de Balistra |
| Étang de Canettu                             | Freto               | Bonifacio                          |                              | ZNIEFF940004112 | au sud de l'étang de Balistra, à l'embouchure du ruisseau de Canetto |
| Étang de Stentino                            | Freto               | Bonifacio                          |                              | ZNIEFF940004113 | l'étang de Stentino ou Cala di Stentinu, est situé à l'embouchure du ruisseau de Canali, au fond du golfe de Sant'Amanza                                                            |
| Étangs de Sperone et Piantarella             | Freto               | Bonifacio                          |                              | ZNIEFF940004114 | l'étang de Piantarella se situe au nord de l'étang de Spérone lequel forme l'estuaire du ruisseau de Spérone.                                                                       |
| Étang de Ventilegne                          | Freto               | Bonifacio                          | Testa Ventilegne             |                 | à l'embouchure du ruisseau de Ventilegne, au fond du golfe éponyme. |
| Étang de Stagnolu (U Stagnolu)               | Freto               | Bonifacio                          | Testa Ventilegne             |                 | l'étang de Stagnolu se situe au fond de la baie de Stagnolu, au sein de la Testa Ventilegne                                                                                         |
| Étang de Pisciu Cane                         | Freto               | Figari                             | Testa Ventilegne             | ZNIEFF940030614 | situé au NE de la Punta di Ventilegne |
| Saline Soprane                               | Freto               | Figari                             | Testa Ventilegne             | ZNIEFF940030619 | au nord d'un vaste réseau de zones humides et de salines d'eaux saumâtres |
| Saline Sottane                               | Freto               | Figari                             | Testa Ventilegne             | ZNIEFF940030619 | au sud d'un vaste réseau de zones humides et de salines d'eaux saumâtres |
| Baie de Figari                               | Freto               | Figari, Pianottoli-Caldarello      |                              | ZNIEFF940030942 | à l’embouchure du ruisseau de Canella |
| Étang de Chevanu                             | Freto               | Pianottoli-Caldarello              | Chevanu-Bruzzi               | ZNIEFF940030955 | au fond de l'anse de Chevanu |
| Étang de Cala d'Arbitru                      | Freto               | Pianottoli-Caldarello              | Arbitru                      |                 | au fond de l'anse d'Arbitru, à l'embouchure du ruisseau de Lanciatu |
| Étang de Cala di Furnellu                    | Freto               | Monacia-d'Aullène                  |                              |                 | l'étang est situé au fond de la Cala di Furnellu, à l'embouchure du ruisseau de Spartano                                                                                            |
| Marais de Tizzano                            | Freto               | Sartène                            |                              | ZNIEFF940030774 | au fond de Cala di Tizzano |
| Étang de Canniccia                           | Taravo              | Serra-di-Ferro                     |                              | ZNIEFF940004127 | est proche du site préhistorique e Calanche près de l’embouchure du Taravo |
| Étang de Tanchiccia                          | Taravo              | Serra-di-Ferro                     |                              | ZNIEFF940004127 | au NO de Porto-Pollo |
| Étang de Casavone                            | Prunelli            | Grosseto-Prugna                    |                              | ZNIEFF940004130 | au sud de l'embouchure du Prunelli et de la tour de Capitello. |
| Étang de Crovani                             | Filosorma           | Calenzana                          | Crovani                      | ZNIEFF940004139 | séparé de la mer par un cordon de galets et de graviers, l'étang est situé au fond de la baie de Crovani, dans le P.N.R.C.                                                          |
| Étang de Foce                                | Balagne             | Palasca                            | Agriate                      | ZNIEFF940004143 | zone humide à l'embouchure de l'Ostriconi. Arrêté Préfectoral de Biotope Étang de Foce et dunes de l'Ostriconi                                                                      |
| Étang de Cannuta                             | Nebbio              | Palasca                            | Agriate                      | ZNIEFF940004143 | zone humide à l'embouchure de l'Ostriconi. Arrêté Préfectoral de Biotope Étang de Cannuta                                                                                           |
| Marais et étangs de Saleccia-Loto            | Nebbio              | Saint-Florent                      | Agriate                      | ZNIEFF940004073 | le site comporte le marais de Padullella constitué par l'embouchure du Liscu, le marais de Pardinella, le marais de Cannuta, l'étang et la plage du Loto et l'étang de Panecalellu. |

### Les embouchures
Ce sont les parties terminales des cours d'eau se jetant dans la mer. Elles englobent lorsqu'il y a lieu, les territoires humides comme l'estuaire ou le delta.
| Nom                           | Piève         | Communes               | Conservatoire du littoral                   | ZNIEFF           | Observations |
| ----------------------------- | ------------- | ---------------------- | ------------------------------------------- | ---------------- | --- |
| Embouchure du Chiosura        | Verde         | Linguizzetta           |                                             | ZNIEFF940004081  | L'embouchure du ruisseau de Chiosura se situe à hauteur du camp de vacances naturiste Corsicana Forêt |
| Embouchure de la Bravona      | Verde         | Linguizzetta           |                                             | ZNIEFF940004083  | située au nord de la Marine de Bravone et au sud de l'étang de Stagnolu |
| Embouchure du Tavignano       | Aléria        | Aléria                 |                                             | ZNIEFF940004087  | |
| Embouchure du Fiumorbo        | Aléria        | Ghisonaccia            |                                             | ZNIEFF940004090  | |
| Embouchure de l'Abatesco      | Cursa         | Prunelli-di-Fiumorbo   |                                             | ZNIEFF940004090  | extrémité sud du site « Étang de Gradugine » |
| Embouchure du Travo           | Coasina       | Solaro                 | Travu                                       | ZNIEFF940013177  | au sud de l'aérodrome de Solenzara |
| Embouchure du Chiola          | Coasina       | Solaro                 |                                             | ZNIEFF940013178  | l'embouchure du ruisseau de Chiola est situé entre la marine de Solaro au nord et la marina de Chiola au sud |
| Embouchure de la Solenzara    | Porto-Vecchio | Solaro, Sari-Solenzara |                                             | ZNIEFF940004093  | au nord du port de plaisance de Solenzara |
| Embouchure du Cavo            | Porto-Vecchio | Zonza                  |                                             | ZNIEFF940004093> | |
| Delta de l'Osu                | Porto-Vecchio | Lecci                  |                                             | ZNIEFF940004096  | Site Natura 2000 |
| Embouchure du Laguniellu      | Porto-Vecchio | Porto-Vecchio          |                                             |                  | le ruisseau se jette dans le golfe de Porto-Vecchio, au nord de « la Sauvagie » |
| Embouchure de l' Ortolo       | Sartène       | Sartène                |                                             | ZNIEFF940030782  | embouchure de la rivière au nord de la plage d'Erbaju |
| Embouchure du Rizzanese       | Viggiano      | Propriano              | Portigliolu                                 |                  | zone humide créée par la rivière au sud de son embouchure, entre la plage de Capu Laurosu et l'aérodrome de Propriano-Tavaria |
| Embouchure du Taravo          | Istria        | Olmeto                 |                                             |                  | zone humide créée par la rivière à son embouchure, séparée de mer par les plages de Taravo et de Tenutella |
| Embouchure du Prunelli        | Ornano        | Grosseto-Prugna        | Ricantu - Capitellu                         | ZNIEFF940004130  | au nord de la tour de Capitello |
| Embouchure du Liamone         | Sorroingiù    | Coggia                 | Pointe et plage Saint Joseph (San Giuseppe) | ZNIEFF940004133  | au nord de la tour de Capitello |
| Embouchure du Fango           | Filosorma     | Galéria                | Embouchure du Fangu                         | ZNIEFF940004138  | estuaire classique, exutoire d'un cours d'eau qui prend sa source dans l'étage montagnard et conserve un écoulement permanent dans sa partie la plus aval. Dans le P.N.R.C.                                                                               |
| Embouchure de la Figarella    | Balagne       | Calvi                  |                                             | ZNIEFF940013126  | Elle est séparée de l’embouchure du Fiume Seccu (ZNIEFF Embouchure du Fiume Seccu) par le terrain militaire du Camp Raffali. |
| Embouchure du Fiume Seccu     | Balagne       | Lumio                  |                                             | ZNIEFF940013127  | Elle est séparée de l’embouchure la Figarella par le terrain militaire du Camp Raffali. |
| Embouchure du Fiume di Reginu | Balagne       | Belgodère              |                                             | ZNIEFF940030084  | à l'ouest de la plage de Lozari |
| Embouchure de l'Ostriconi     | Balagne       | Palasca                | Agriate                                     | ZNIEFF940004143  | au sud de la plage de l'Ostriconi |
| Embouchure du Fiume Santu     | Nebbio        | Saint-Florent          | Agriate                                     | ZNIEFF940004074  | le site comporte 2 embouchures de petits fleuves formant de petits plans d'eau en arrière des plages littorales. L'embouchure du Fium'Santo, plan d'eau le plus étendu et le plus profond (2 m) de la zone, est située au fond d'une petite baie abritée. |
| Estuaire de l' U Guadu Grande | Cap Corse     | Ogliastro              |                                             | ZNIEFF940030886  | situé à la Marine d’Albo |

## Histoire
Depuis l'Antiquité jusqu'au XIXe siècle, les zones humides avaient une mauvaise réputation, s'agissant de milieux insalubres, dangereux voire inutiles. Elles sont depuis des zones utiles, des hauts lieux de la biodiversité abritant une vie foisonnante, animale et végétale.
Autrefois en Corse, les zones humides étaient données en héritage aux filles. En revanche, les garçons recevaient les meilleures terres des piedmonts.

## Sources
- « Les zones humides de Corse », Direction régionale de l'Équipement, de l'Aménagement et du Logement - AGEP Bastia, imprimerie Bastiaise février 2010
- IGN Rando Corse (Cartographie)
- Calvez J & Dupuy C 1995. Cartographie de la végétation du marais de Valdo Corse. Rapport de stage FIF/ENGRFEF - Programme LIFE, Office de l'Environnement de la Corse, 22p.